# Gert Heidler
Gert Heidler (Doberschau-Gaußig, 30 gennaio 1948) è un allenatore di calcio ed ex calciatore tedesco orientale, dal 1990 tedesco, di ruolo centrocampista.
Con la Nazionale tedesco orientale ha partecipato ai Giochi olimpici di Montréal nel 1976, dove venne premiato con la medaglia d'oro.

## Palmarès

### Giocatore

#### Club
- DDR-Oberliga: 5

1970-1971, 1972-1973, 1975-1976, 1976-1977, 1977-1978
- FDGB Pokal: 3

1970-1971, 1976-1977, 1981-1982

#### Nazionale
- Oro olimpico: 1

Montréal 1976